# 315 (numero)
Trecentoquindici (315) è il numero naturale dopo il 314 e prima del 316.

## Proprietà matematiche
- È un numero dispari.
- È un numero composto con 12 divisori: 1, 3, 5, 7, 9, 15, 21, 35, 45, 63, 105, 315. Poiché la somma dei suoi divisori (escluso il numero stesso) è 309 < 315, è un numero difettivo.
- È un numero di Harshad (in base 10), cioè è divisibile per la somma delle sue cifre.
- È un numero a cifra ripetuta nel sistema di numerazione posizionale a base 20 (FF).
- È un numero nontotiente in quanto dispari e diverso da 1.
- Nel sistema numerico decimale è divisibile per il prodotto delle sue cifre.
- È parte delle terne pitagoriche (80, 315, 325), (168, 315, 357), (189, 252, 315), (196, 315, 371), (264, 315, 411), (300, 315, 435), (315, 420, 525), (315, 572, 653), (315, 624, 699), (315, 756, 819), (315, 988, 1037), (315, 1080, 1125), (315, 1400, 1435), (315, 1824, 1851), (315, 1972, 1997), (315, 2352, 2373), (315, 3300, 3315), (315, 5508, 5517), (315, 7084, 7091), (315, 9920, 9925), (315, 16536, 16539), (315, 49612, 49613).

## Astronomia
- 315P/LONEOS è una cometa periodica del sistema solare.
- 315 Constantia è un asteroide della fascia principale del sistema solare.

## Astronautica
- Cosmos 315 è un satellite artificiale russo.